# Georg August Weltz
Georg August Weltz, född 16 mars 1889 i Ludwigshafen, död 22 augusti 1963 i Icking, var en tysk röntgenläkare inom flygmedicin. Under andra världskriget tjänstgjorde han som läkare inom Luftwaffe.
Weltz utförde bland annat höghöjdsexperiment på lägerfångar i Dachau. Efter andra världskriget åtalades han vid Läkarrättegången, men frikändes. Under 1950-talet var han professor i radiologi vid Münchens universitet.